# Orbea
Orbea es una empresa cooperativa que se dedica a la fabricación de bicicletas. Está situada en la población vizcaína de Mallavia en el País Vasco (España).
Orbea es una marca de reconocido prestigio en el mundo ciclista. Diseña y fabrica productos orientados a un deportista que elige la bicicleta como forma de vida tanto en el deporte como en su actividad diaria, y para el que además ofrece otro tipo de productos y servicios vinculados a su actividad.

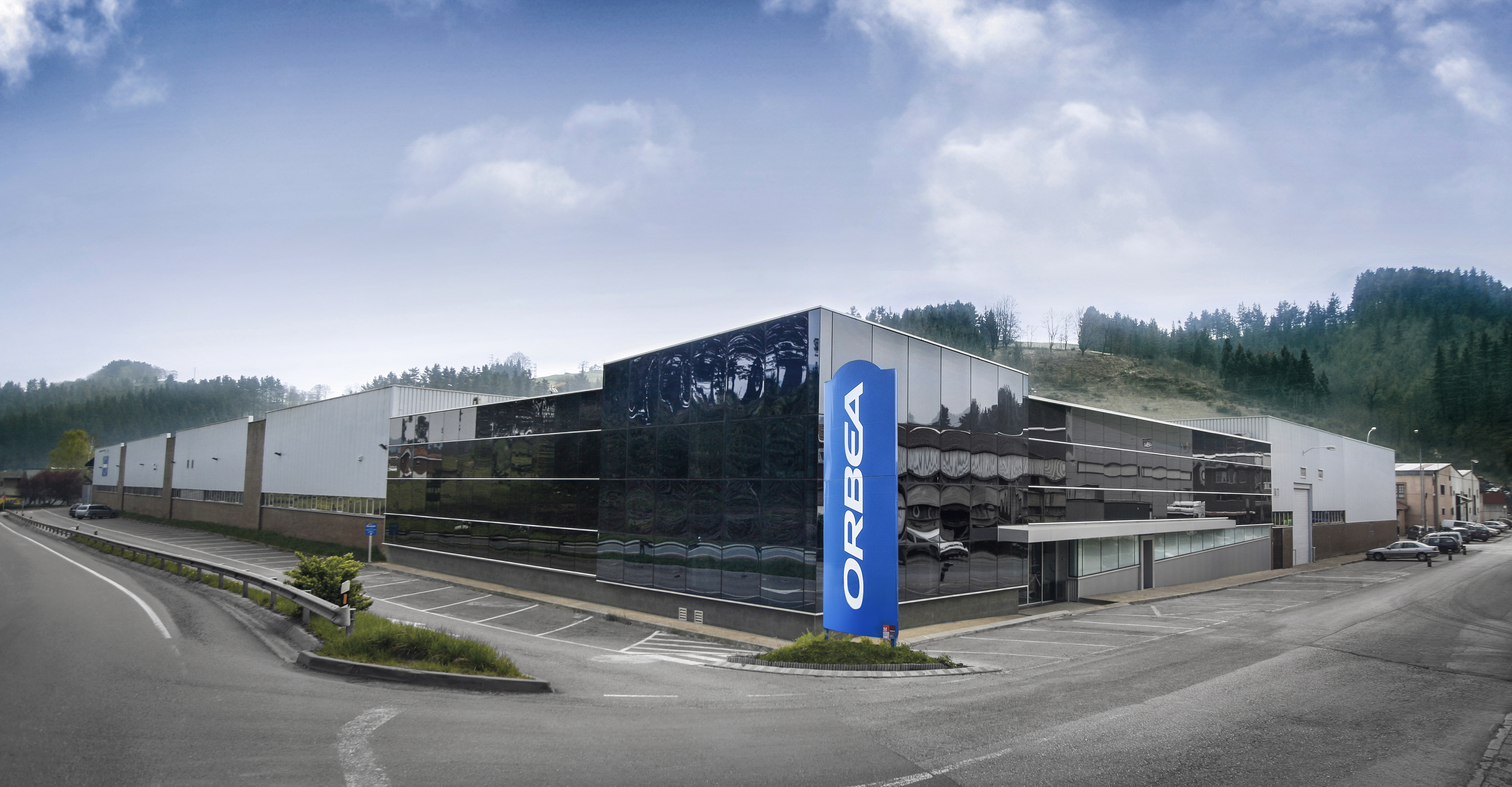
Instalaciones de bicicletas Orbea en Mallavia.

## Estructura
Orbea tiene dos plantas de fabricación en todo el mundo. La actividad principal se desarrolla en la planta de Mallavia, que cuenta con 300 trabajadores, donde se diseñan, producen y comercializan bicicletas de carretera, montaña, senderismo, urbanas, niños, ropa ciclista y cascos. Dispone de una segunda planta en Portugal con 100 trabajadores.   
Orbea tiene filiales en Francia, Estados Unidos, Italia, Reino Unido, Bélgica, Alemania, Australia y Portugal. Además, cuenta con importadores en todo el mundo con los que tienen presencia en más de 64 mercados y una media de 250.000 bicicletas vendidas anualmente. Cuentan con acuerdos de colaboración con centros de investigación como el CEIT (Centro de Estudios e Investigaciones Tecnológicas), IBV (Instituto Biomecánico de Valencia), la empresa de automoción Tenneco, la Universidad de Mondragón, ... Además, de trabajo conjunto con marcas como Skoda y Red Bull, entre otras.

## Historia

### Inicios

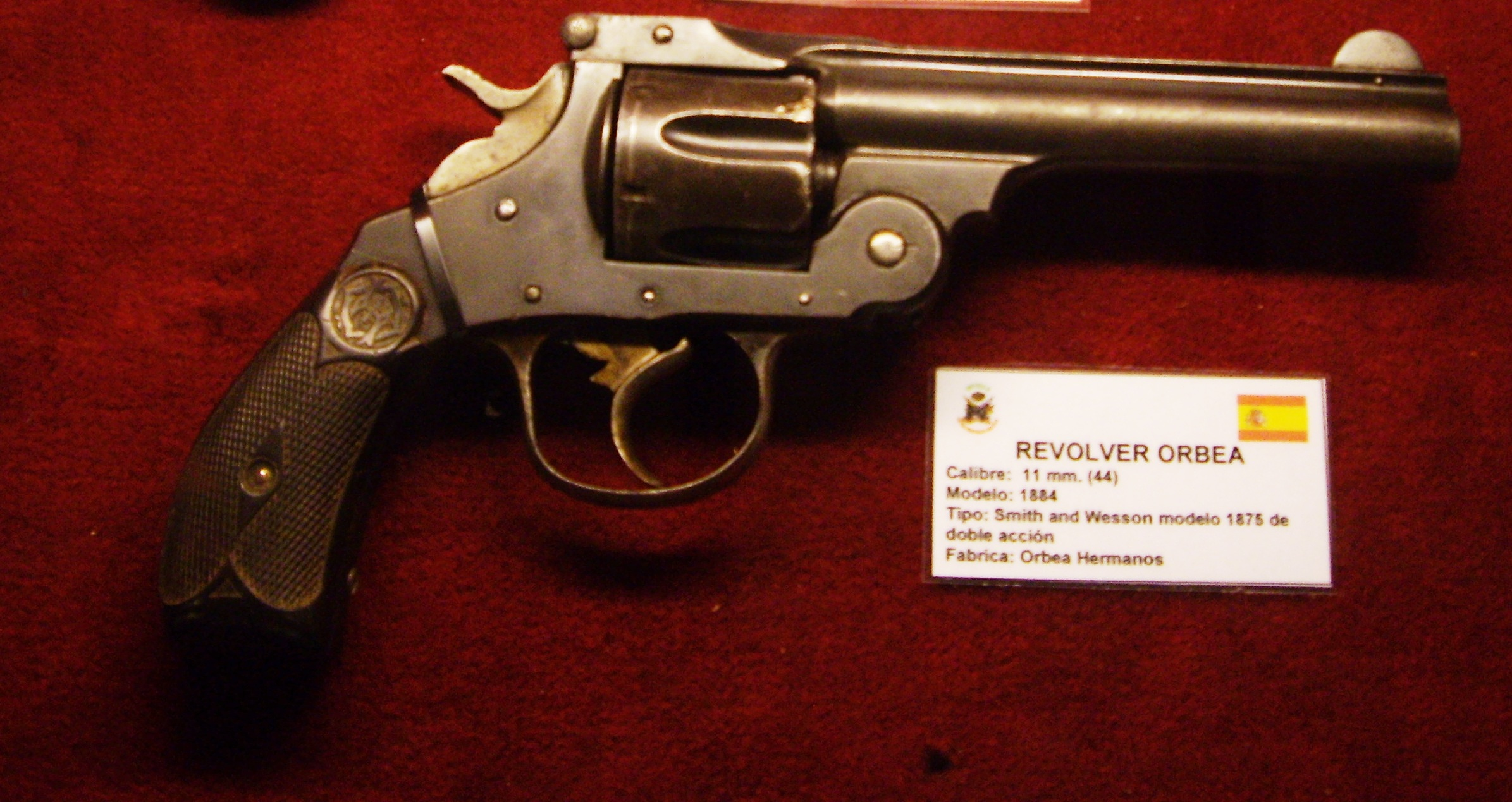
Revólver de Orbea Hermanos en el Museo Histórico Militar de Sevilla

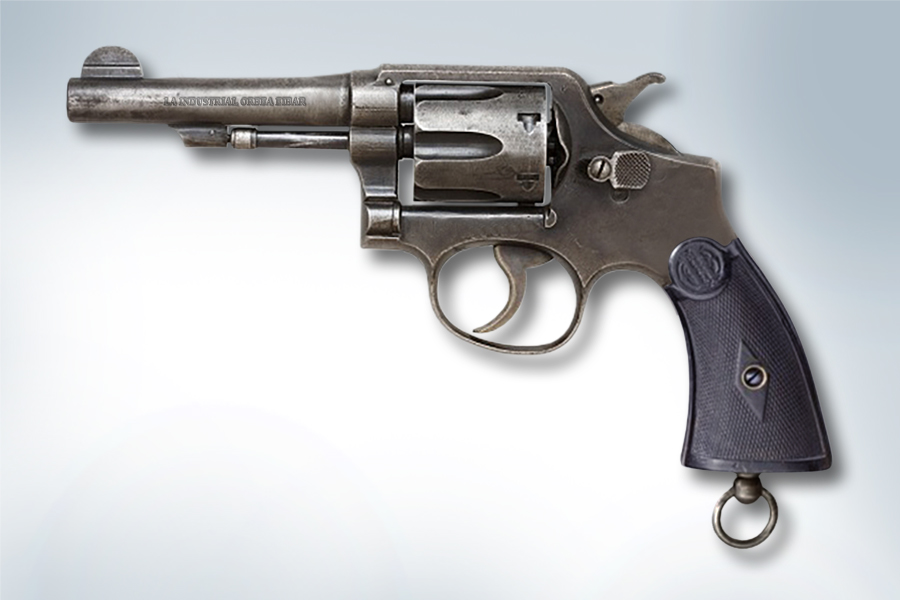
Réplica de licencia de Colt Mod. 10 por „La industrial Orbea“ Eibar (Kal. 8 mm French Ordnance)

Orbea Hermanos fue fundada en 1840 en la localidad de Éibar por los hermanos Juan Manuel, Mateo, Casimiro y Petra Orbea Murua, con el objetivo de dedicarse a la fabricación de revólveres de pistón, cartucho y pistolas. En 1890 electrificó sus talleres, construyendo una pequeña central hidroeléctrica, llegando incluso a la comercialización de la energía sobrante. Para 1895, las instalaciones del barrio de Urquizu en Éibar daban trabajo a 50 operarios y producían 80.000 revólveres al año. Esta fecha marca el final de una etapa puesto que es cuando fallecen los socios fundadores. La empresa pasa a ser Orbea y Cía. y pronto se convirtió en uno de los principales fabricantes de arma corta en España. La producción no se limitaba a las armas, donde sus escopetas de caza y armas de salón gozaron de fama, sino que también fabricaban piecerío y, a partir de 1906, pequeños objetos de nácar.
En 1906 contaba con 406 trabajadores y exportaba el 90% de su producción, llegando a contar con tres centrales hidroeléctricas dos en Elgóibar y una en Placencia de las Armas. Los Orbea también se introdujeron en el negocio de la cartuchería, fabricando 25.000 cartuchos al día en sus instalaciones de Éibar. Para atender la creciente demanda, en 1907 abrieron un taller en Buenos Aires, Argentina, con una plantilla de 60 trabajadores y una producción de 36,6 millones de cartuchos al año. El monopolio concedido a Unión Española de Explosivos en 1912, sin embargo, provocó el cierre del taller de cartuchos de Éibar.
La Primera Guerra Mundial fue una época de bonanza para la casa Orbea que exportó 725.183 unidades en el año 1916. Pero, una vez finalizada la guerra, una lógica crisis de superproducción afectó al sector y con ella, llegaron las consecuentes dificultades para la empresa. Así en 1926, por problemas familiares, se rompe la compañía, creándose dos empresas diferentes; una con el nombre de Orbea y Compañía, que se queda en Éibar y emprende la fabricación de bicicletas, y la otra, con el nombre de Hijos de Orbea Sociedad en Comandita, se ubica en Vitoria (Álava) y se dedica a la fabricación de cartuchería, y que con el paso de los años acabaría absorbida por Unión Española de Explosivos. 
Los Orbea de Éibar continuaron con el negocio de las armas y se introdujeron en el de la máquina-herramienta. Recuperando el nombre original de Orbea Hermanos, en 1924 tenían una plantilla de 300 trabajadores y una producción anual de 40.000 revólveres y 40 toneladas de máquina-herramienta. A finales de los años 30 y bajo la gerencia de Esteban Orbea, la empresa pasa a denominarse Orbea y Cía. S.A., y poco a poco abandona las armas de fuego. En vísperas de la guerra civil, Orbea fabricaba prensas, tornos paralelos, fresadoras, taladros, roscadoras… y comenzó con la fabricación de bicicletas. 
Finalizada la contienda, Orbea contaba con una plantilla de 1000 trabajadores y producía 50.000 bicicletas al año. Se inició una etapa de expansión y fue pionera en España en la introducción del Velosolex. Sin embargo, a partir de los 60 se inició una lenta contracción en la demanda de bicicletas. 
Orbea toca fondo en 1969. El último miembro de la familia fundadora de la factoría, Esteban Orbea, se encontraba con una empresa a punto de quebrar, con suspensión de pagos y 1.500 trabajadores en peligro. Decididos a preservar sus puestos de trabajo, los trabajadores trataron en vano de convencer a Esteban Orbea de que no cerrara la empresa. La única opción viable era constituirse como cooperativa y que el empresario les cediera la marca. Así nació la cooperativa Orbea que se integraría en Mondragón Corporación Cooperativa (MCC) el 27 de diciembre de 1971. En el año 1975 Orbea abandonó los terrenos de Éibar para trasladarse a la actual sede de Mallavia.

### Nuevos tiempos
En el año 1998 comienza una estrategia de internacionalización pues hasta entonces trabajaba exclusivamente en el mercado nacional, con puntuales exportaciones a Francia. A partir de ese momento, la expansión de Orbea lleva a la empresa a crear filiales en Estados Unidos, Francia, Italia, Reino Unido, Bélgica, Alemania, Australia y Portugal. Su presencia en el resto de mercados de todo el mundo se realiza a través de importadores. Orbea se ha caracterizado siempre por su presencia en la competición con los mejores deportistas de todos los tiempos. La marca logró tres medallas en los Juegos Olímpicos de Pekín 2008: Samuel Sánchez, corredor del Euskaltel-Euskadi, logró el oro en ruta, y Julien Absalon y Jean-Christophe Péraud en la categoría de montaña, lograron las preseas de oro y plata, respectivamente.   
En el año 2007, Orbea se hizo con los derechos de distribución mundial de la marca de neoprenos neozelandesa Orca.
En 2011, la marca alcanzaba un acuerdo por el que adquiría los derechos de explotación en los apartados de triatlón y compresión. El objetivo de Orbea, que ya era distribuidor exclusivo mundial del n.º 1 en neoprenos, era y es convertirse en líder del mercado de la triple disciplina.
La expansión internacional de Orbea le llevó a abrir plantas de producción en China, en la localidad de Kunshan y en Aveiro, Portugal. En junio de 2015, decide cerrar la planta de  Kunshan y ampliar la de Aveiro y Mallavía. Potencia el nicho de mercado de la bicicleta personalizada, mantiene e impulsa, ese mismo año, las plataformas logísticas de Hong Kong y Little Rock, en Estados Unidos, y el centro de desarrollo de productos Kunshan.

## La arquitectura de sus talleres eibarreses
En 1906 los hermanos Orbea se plantean abandonar las viejas instalaciones ubicadas en un antiguo molino hidráulico para pasar a unas nuevas y más modernas instalaciones. Para ello solicitan licencia de construcción y encargan un proyecto a F. Gurruchaga, que consistiría en añadir una planta sobre un edificio ya existente ubicado en la calle Urkizu. En realidad, Gurruchaga realizó un proyecto de un edificio industrial de dos plantas con una estructura de madera, tejado a dos aguas y, en el piso superior, ventanales corridos que posibilitaban una excelente iluminación natural de los puestos de trabajo que se disponían paralelos a las ventanas.
En 1910 encargan a Fernando Zumárraga una ampliación de los talleres (entre 1911 y 1913 Orbea tuvo dos fábricas), que prolonga el edificio de Gurruchaga ocupando todo el solar libre.
En 1916 se encarga al arquitecto Augusto Aguirre la construcción de un pabellón industrial destinado a maquinaria y fundición. Aguirre pone en práctica todo lo aprendido por la experiencia de la construcción industrial desde el inicio de la revolución industrial. Realiza un edificio con estructura metálica, el primero de la villa, y en horizontal, realizando así la excepción a la arquitectura vertical que la orografía eibarresa obliga.
La fachada se resuelve con lienzos de muro que se levantan entre los pilares. Estos lienzos parten de un zócalo sobre el que se abre una ventana, terminando en una cornisa. Los grandes ventanales dan luz a la sala de producción. Los huecos de ventanas y puertas iban rematados en ladrillo, al igual que las cornisas. La techumbre estaba realizada en teja curva.

## Productos

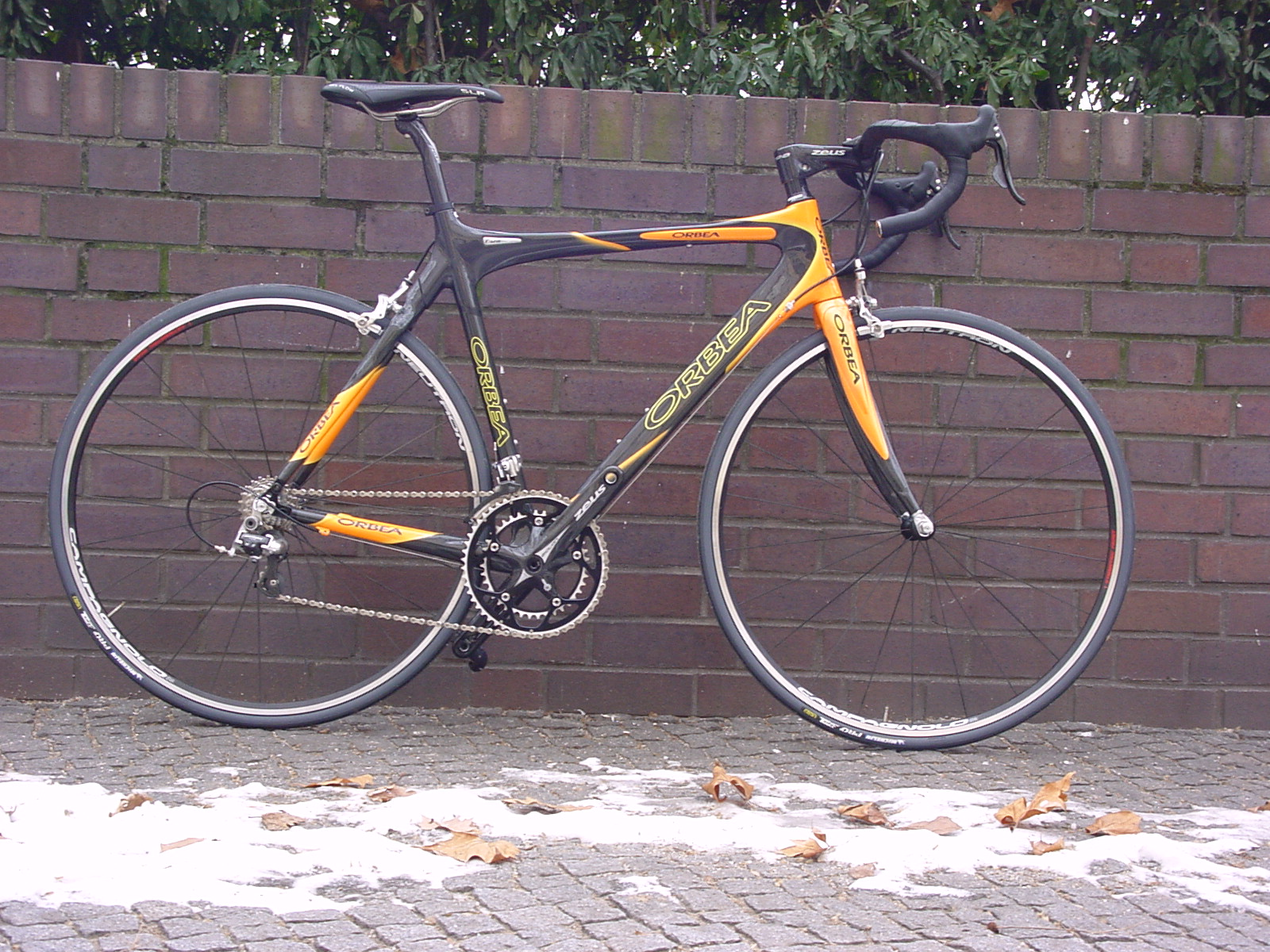
Orbea Orca pintada con los colores del Euskaltel-Euskadi.

### Carretera
- Orca
- Orca aero
- Avant
- Onix

### Montaña
- Oiz
- Alma
- Occam AM
- Occam TR
- Rallon
- Loki
- MX
- Onna
- Laufey
- Mustang
- Sherpa
- Cervino

### Triatlón
- Ordu

### Urbanas
- Carpe
- Diem
- Katu
- Vector

### Gravel
- Terra

### Ocio
- Comfort

### E-bikes
- Katu-E
- Optima
- Keram
- Wild
- Gain
- Rise

### Niños
- Grow
- MX Kids

### Equipamiento
- Ropa ciclismo
- Cascos
- Hydra
- Recambios

## Patrocinador y suministrador de equipos ciclistas
Orbea cuenta con una larga tradición de patrocinio y financiación de equipos ciclistas profesionales. Como otros productores eibarreses, destacó en la organización de diferentes pruebas ciclistas.

### SigloXX
Orbea ha patrocinado de forma individual a ciclistas durante muchos años en distintas categorías, llegando a patrocinar a profesionales en los años 1930, entre los que destacan Ricardo Montero, Luciano Montero y Mariano Cañardo. Ya en los años 1970 formó su primer equipo profesional del que formaba parte como líder del equipo Miguel Mari Lasa. Así en los años 1980 se retomó la idea de tener un equipo profesional, el Grupo Deportivo Orbea-Danena, del que formaron parte nombres como Perico Delgado y Marino Lejarreta.

### SigloXXI

#### Carretera
En los años 2000 el equipo más representativo fue el Orbea Continental desde el 2003 patrocinado por Orbea y que en 2005 se hizo con el patrocinio principal ascendiendo a categoría Continental (categoría profesional). En 2007 pasó de ser un filial del Euskaltel-Euskadi o convenido de la Fundación Euskadi a ser un equipo integrado dentro de la Fundación Euskadi.
Debido el carácter multinacional de Orbea esta compañía en los últimos años también creó o patrocinó otros equipos ciclistas fuera de España: en 2003, el equipo japonés Team Orbea-Etxeondo de tercera división; en 2006, el equipo polaco Grupa PSB-Atlas-Orbea de categoría Continental; en 2009 el equipo el equipo estadounidense Land Rover-Orbea de categoría Continental (que en el 2010 se recalificó amateur renombrándose por Rubicon-Orbea) perteneciente a la fundación Livestrong y los equipos amateur Plycem-JPS-Orbea (de Costa Rica) y Orbea-America (de Colombia), para participar en las competiciones .2 del UCI America Tour y en diversas pruebas amateurs, este último con Jairo Monroy como director deportivo; y en 2011 el equipo británico de categoría amateur Twenty3c-Orbea.
Desde el año 2017 es el patrocinador oficial de bicicletas para el equipo americano de categoría Profesional Continental el UnitedHealthcare Professional Cycling Team.

#### Ciclismo de montaña
La marca contó también con un equipo español profesional desde el año 2000 que competía en pruebas de ciclismo de montaña, llamado Orbea, en sus últimas temporadas liderado por el francés Julien Absalon y que lo completaban los españoles Rubén Ruzafa e Iñaki Lejarreta, siendo uno de los equipos más potentes del mundo en la especialidad de Cross-Country. En él también estuvieron Jean-Christophe Péraud o Marga Fullana entre otros.
En Eslovenia también contó con otro equipo profesional en las temporadas 2009-2011 llamado MBK Orbea (2008-2010) y Orbea Geax (2011).
Asimismo, también patrocinaba otros equipos amateurs de menor nivel.
A lo largo de las temporadas 2012-2013 dejó de ser patrocinador de esos equipos teniendo que desaparecer la mayoría de ellos mientras en otros pasó a ser un simple suministrador de material.

#### Otros
A lo largo de su historia también ha patrocinado individualmente, en la mayoría de los casos a cambio de aportación de material, a ciclistas de ciclocrós y de pista.
Desde 2013 cuenta con un equipo de triatlón llamado Orbea-Orca Triathlon Team. Si bien anteriormente también era patrocinador individual por ejemplo de Craig Alexander vencedor del Ironman de Hawái 2008.

### Suministrador de material
En 2013 solo suministró a un equipo profesional de la máxima categoría de ciclismo en ruta: Euskaltel Euskadi; tras tener que aceptar un aumento en su partida presupuestaria ante la oferta de Ridley Bikes a los nuevos rectores del equipo. Esto supuso la desaparición de equipos donde además del suministrador era el patrocinador principal como el mencionado Orbea de ciclismo de montaña o la pérdida del patrocinio del Orbea Continental que pasó a llamarse Euskadi, entre otros. Mientras que en el resto de categorías ciclistas de ciclismo en ruta solo es suministrador del Team Novo Nordisk (desde 2014) y del Optum presented by Kelly Benefit Strategies.
Dentro del ciclismo de montaña suministra al Luna Pro Team.
También suministraba al Xacobeo Galicia y al Andalucía dentro de la categoría Profesional Continental y al Debabarrena de categoría femenina profesional.